# Wicked (novel·la)
|  | Aquest article tracta sobre la novel·la del 1995. Vegeu-ne altres significats a «Wicked (musical)». |

Wicked és una novel·la fantàstica de Gregory Maguire inspirada en El màgic d'Oz de L. Frank Baum. Publicada en 1995, va assolir de seguida un gran èxit de vendes, de manera que l'autor va decidir continuar la història formant una saga. L'obra va inspirar el musical a Broadway del mateix títol en el que va debutar com a cantant l'actriu Megan Hilty. La novel·la narra la vida d'Elphaba, una noia de color verd, per les diferents regions d'Oz.

## Argument
En la primera part es narra el naixement d'Elphaba, que és una decepció per als seus pares pel seu caràcter irascible i la seva pell de color verd, que fan que la gent la consideri maleïda (d'aquí el títol de la novel·la). La nena és al·lèrgica a l'aigua i pot veure el futur en un mirall màgic.
A la segona part, una Elphaba adolescent viatja a la universitat de Shiz. La novel·la descriu el contrast entre les classes socials, la innocència dels estudiants, els primers amors i amics i sorgeix un dels temes polítics de l'obra: a part dels humans i dels animals hi ha uns híbrids, els Animals, que estan dotats d'ànima però mancats de drets per culpa del màgic d'Oz, que limita per llei la seva ascensió. Es descobreix que la directora del col·legi és una col·laboradora del màgic, ja que intenta captar Elphaba, la seva germana i una amiga. L'assassinat del Dr. Dillabert, un Animal molt admirat, conclou aquesta part.
A la tercera part Elphaba s'ha amagat a la capital d'Oz per entrar a la resistència política i lluitar contra el mag. Es retroba amb un amic de joventut, amb qui té una relació amorosa i potser un fill. Aquest amant és assassinat per la seva relació i la noia es refugia en un convent.
A la quarta part, la protagonista viatja al Vinkus, una zona mig nòmada, per aconseguir el perdó de la família del seu amant. Allà descobreix les seves aptituds per a la màgia i continua les recerque del Dr. Dillabert. La seva germana ha heretat les terres familiars però es torna una tirana pel seu excessiu zel religiós.
A la darrera part apareix la Dorothy de la novel·la original de L. Frank Baum, que té les sabates de la família d'Elphaba. Aquesta la persegueix i pel camí descobreix revelacions sobre la seva concepció i el seu destí que la fan recloure's de nou al Vinkus. Allà la visita Dorothy, enviada pel mag per matar-la sense que ella vulgui complir l'ordre. Per accident, però, acaba matant-la.

## Interpretacions
Diversos són els temes de Wicked. En primer lloc hi ha una reflexió sobre la tirania, en el seu vessant polític (el mag ordena fins i tot genocidis) i religiós. Aquesta es barreja amb reflexions sobre diferents tipus de fe, que són un mirall de les humanes.
El mal ocupa el centre dels pensaments d'Elphaba, ja que no pot determinar la seva natura i si ella mateixa és o no dolenta, si és una bruixa. El fracàs de totes les seves empreses la fan pensar que és solament un peó en el joc d'una força superior, que no existeix l'autèntica llibertat, ja que el destí ho controla tot.
La novel·la també presenta un diàleg amb l'obra que la va inspirar, així com referències a la majoria de clàssics de la fantasia (el mirall màgic, l'escombra que vola, les races medievals, el paper de la màgia, el llibre sagrat amb conjurs, animals que parlen, dracs...) i una sàtira de costums contemporanis.
El punt de vista varia a cada part, alternant el narrador omniscient i el testimoni, segons es focalitzi més en la protagonista o en la imatge que d'ella tenen els altres. Aquest punt de vista fa guanyar la novel·la en versemblança i profunditat psicològica, perquè es presenten alternatives sobre l'autèntic caràcter d'Elphaba sense prendre partit definitiu.